# 2ª Divisione alpina "Tridentina"
La 2ª Divisione alpina "Tridentina" era una grande unità da montagna del Regio Esercito Italiano, con sede a Merano.

## Storia
La Divisione, costituita 10 settembre 1935, traeva origine dal 2º Raggruppamento Alpino, costituito a Merano il 7 marzo 1923 in attuazione della legge 7 gennaio 1923. In esecuzione della legge 11 marzo 1926 sull'ordinamento del Regio Esercito, che prevedeva la costituzione delle brigate su tre reggimenti, si ebbe l'unificazione sotto un unico comando dei Reggimenti 5º, 6º e 7º Alpini e 2º Artiglieria da montagna. Nel 1934, il comando di Brigata assunse la denominazione di 2º Comando Superiore Alpino "Tridentino". Il 10 settembre del 1935 la brigata venne ridenominata 2ª Divisione Alpina "Tridentina" basata su 5º e 6º Reggimento Alpini e 2º reggimento di Artiglieria Alpina.

### Campagna d'Etiopia
La Divisione "Tridentina" prese parte alla Campagna della guerra d'Etiopia del 1935-1936 con la 21ª batteria del gruppo artiglieria Vicenza, inquadrata nella 5ª Divisione alpina "Pusteria". L'organico della Divisione venne poi ristrutturato nel maggio del 1937.
Nel febbraio del 1939 i battaglioni "Edolo" e "Vestone" con le rispettive batterie alpine (33ª del gruppo Bergamo e 19ª del Vicenza) furono mobilitati con organici di guerra, ricevendo complementi di uomini e di quadrupedi da altri reggimenti, e assunsero la denominazione di I battaglione alpini e II battaglione alpini. Tali reparti furono inviati nel mese successivo, via mare, in Spagna, dove era in corso la guerra civile, e sbarcati a Cadice, ma non giunsero però in tempo per essere impiegati perché, con l'entrata in Madrid delle truppe franchiste, erano cessate le ostilità. I due battaglioni furono immediatamente rimpatriati e smobilitati, riprendendo la denominazione tradizionale.

### Seconda guerra mondiale
(Mario Rigoni Stern, Il sergente nella neve)
Il 10 giugno 1940, all'entrata in guerra dell'Italia nel secondo conflitto mondiale la grande unità risultava dislocata sul fronte francese nel settore Balte-Orc-Stura di Lanzo e prese parte alle operazioni contro la Francia dal 10 al 24 giugno occupando Ville des Glaciers e Col de l'Eveillon.
In seguito all'armistizio di Villa Incisa, che pose fine alle ostilità contro la Francia, dal mese di novembre, la Divisione venne trasferita in Albania e impiegata parzialmente, dal 15 novembre sul fronte greco-albanese nel settore di Korča per fronteggiare l'avanzata delle truppe greche. Il 23 novembre, con l'organico quasi al completo era schierata nel settore Q. Padines e Guri i Copit. Ai primi di dicembre sotto la spinta greca venne costretta ad arretrare..
Dopo aver preso parte alla guerra contro la Grecia dove però a distinguersi maggiormente fu la Julia nel mese di aprile la "Tridentina" rientrò in Italia acquartierata nella zona fra Merano, Rivoli e Asti.
Nel luglio 1942 ricevette l'ordine di trasferimento in Russia, inquadrata nel Corpo d'armata alpino dell'8ª Armata durante la campagna italiana di Russia e dislocata sul Don, inizialmente a Millerowo e poi fra Jagodnij e Gorbatovo. Già alla fine di agosto la Divisione fu chiamata a tamponare una falla apertasi nel settore della Divisione Sforzesca. In ottobre trasferita alla sinistra del Corpo d'Armata alpino nella zona di Podgornoje. A metà dicembre dello stesso anno i Russi sfondarono il fronte del Don e la "Tridentina" rimasta a coprire la ritirata con il risultato di rimanere accerchiata insieme all'intero Corpo d'armata alpino, venne coinvolta nella rotta delle forze dell'Asse durante l'inverno 42-43.
I pochi elementi ancora in possesso di un'arma e in grado di combattere vennero essenzialmente dalla "Tridentina". Il 17 gennaio 1943, rotto il fronte del Don, la Divisione iniziò la ritirata verso il Dnieper in condizioni climatiche e operative proibitive. Dal 17 al 28 gennaio, dopo una lunghissima ritirata, il grosso della colonna forzò il passo con le armi a Opyt, Nowo Karlowka, Ladomirowka, Scheljakino, Nikolajevka. La vittoria nella battaglia combattuta presso il villaggio di Nikolaevka, permise a una parte dell'8ª Armata e delle forze dell'Asse intrappolati nella sacca di sfuggire all'accerchiamento sovietico e il 29 gennaio i resti della Divisione raggiunsero Bessarab. Degli uomini che costituivano la Divisione alla partenza dall'Italia, solo un terzo riuscì a rimpatriare.
La Divisione, praticamente distrutta, si dissolse come l'intero Regio Esercito nel settembre 1943 mentre era in ancora fase di ricostituzione e venne sciolta a seguito delle vicende che seguirono l'armistizio dell'8 settembre 1943.

### Ricostruzione

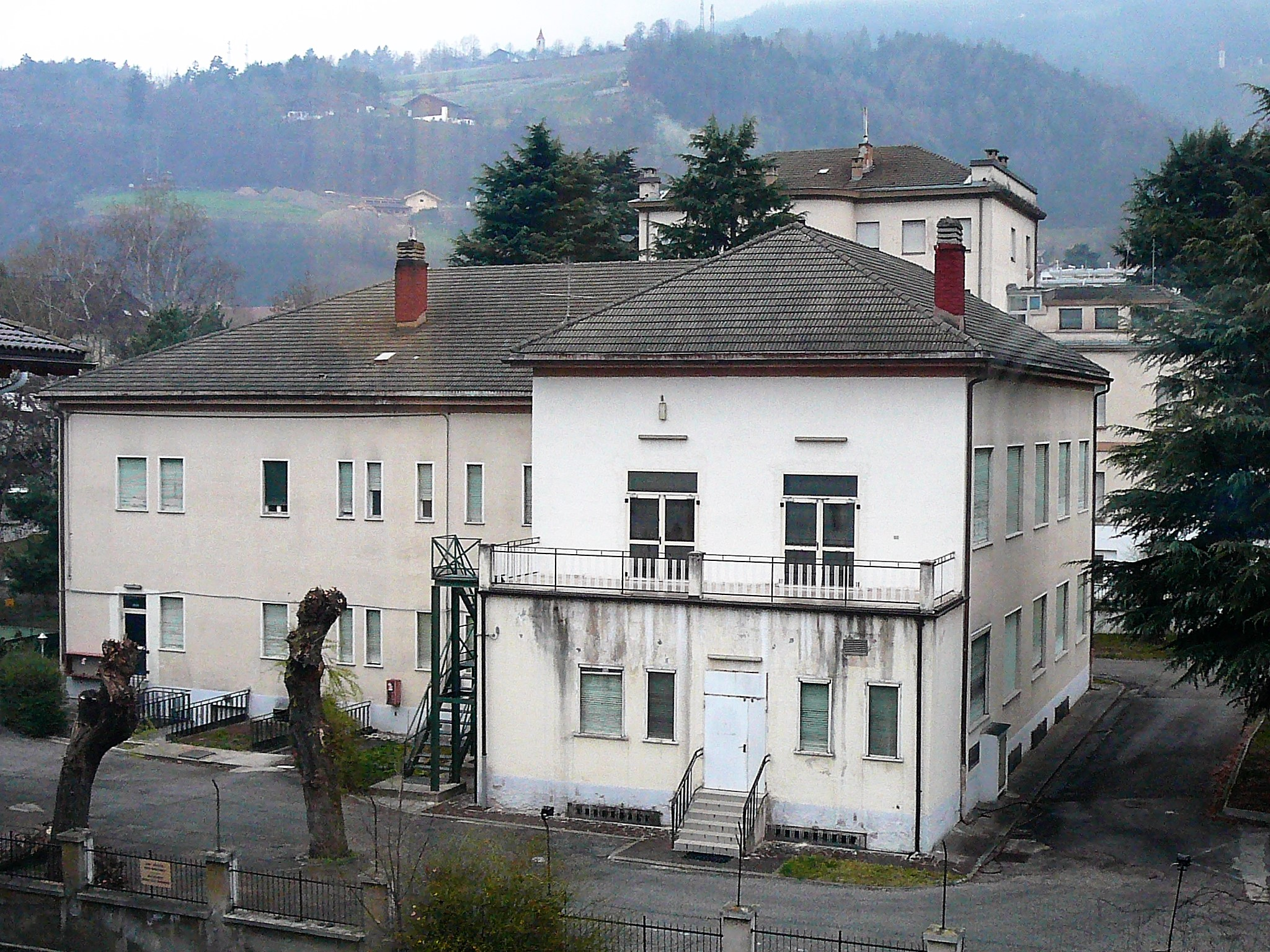
Palazzo Reverberi, sede della Brigata alpina Tridentina, a Bressanone

Il 1º maggio 1951 l'Esercito Italiano, erede del Regio Esercito, ricostituì a Bressanone la Brigata alpina "Tridentina", che ha ereditato storia, tradizioni, e valori della disciolta Divisione "Tridentina".
La brigata, inquadrata nel IV Corpo d'armata, ha subito, nel corso della sua vita operativa, varie modifiche nel suo organico, in seguito alle varie ristrutturazione dell'Esercito Italiano.
Nel 1997 la brigata venne inquadrata nel nuovo Comando Truppe Alpine, che aveva preso il posto del IV Corpo d'armata alpino.
Il 31 dicembre 2002 la brigata alpina "Tridentina" è stata sciolta e il nome "Tridentina" assunto dal Comando Divisione "Tridentina" di nuova costituzione.

### Comando Divisione "Tridentina"
L'unità venne ricostituita nel 2003 come Divisione "Tridentina", dipendente dal Comando Truppe Alpine con sede a Bolzano. Il Comando Divisione alpina "Tridentina" è un Comando di proiezione senza forze assegnate in tempo di pace, che all'esigenza può essere ridislocato anche al di fuori del territorio nazionale nel quadro di operazioni internazionali.
Il Comando della Divisione ha alle sue dirette dipendenze il Reparto Comando e Supporti Tattici "Tridentina".

## Comandanti

### 2º Comando Superiore Alpino "Tridentino"
- Gen. Carlo Manzoni: 1934 - 1935

### 2ª Divisione alpina "Tridentina" (1935-1943)
- Gen. Gabriele Nasci: 31 ottobre 1935 - 31 agosto 1938
- Gen. Ugo Santovito: 1º settembre 1938 - 3 agosto 1941
- Gen. Luigi Reverberi: 4 agosto 1941 - 9 settembre 1943

## Persone legate alla Divisione
- Nelson Cenci
- Don Carlo Gnocchi
- Cristoforo Moscioni Negri
- Teresio Olivelli
- Nuto Revelli
- Mario Rigoni Stern
- Remigio Vigliero
- Riccardo Fabiani
- Federico Moro